# 3DBA
3DBA (3-D Branded Attractions) est une société belge, fondée en 2003, qui développe des attractions pour proposer des projets clé en main aux parcs de loisirs.
Certaines attractions demandent différentes techniques et donc le concours de plusieurs entreprises. Le travail de 3DBA est notamment de rechercher ces professionnels et de mettre au point une attraction complète avec leur aide. Permettant ainsi aux parcs d'attractions, centres scientifiques, centre commerciaux et autres d'avoir des attractions originales qui auraient été difficiles à mettre en place par leurs propres moyens.

## Leurs attractions phares
Depuis leurs débuts, les équipes de 3DBA ont développé plusieurs types d'attractions qu'ils adaptent à chaque demande des parcs d'attractions.
- Splash Battle, attraction aquatique[2]
- 4-D Dark Ride, parcours scénique 4D[3]
- Sky Glider,
- Mountain Glider, parcours de montagnes russes proche du téléphérique
- 4-D Theatre, cinémas dynamiques en partenariat avec Kraftwerk Living Technologies[4].
- 4-D Game Theater, cinéma interactifs
- Flying theater[5]
- Igloo SnowPlay, espaces couverts de sports d'hivers

## Collaborations
3DBA travaille avec de nombreux fabricants du monde du loisir, en voici quelques-uns :
- Falcon's Treehouse
  - Splash Battle
  - 4-D Dark Ride (Curse of DarKastle à Busch Gardens Europe)
  - CircuMotion
  - Flying Theater
  - State-of-the-art 4-D Game Theatre
  - 4-D Theatre (Filmi Sangeet à Ramoji Film City)

- Doppelmayr - Société de remontée mécanique
  - Mountain Glider (Vertigo à Walibi Belgium)

- Preston & Barbieri - Constructeur d'attractions
  - Splash Battle

- Empex Watertoys - Effets aquatiques
  - Splash Battle

- Karnet Design - Société de décoration et scénarisation
  - Splash Battle

- P&P projects
  - Splash Battle

- Kraft Werk
  - 4-D Theatre

- Alterface Projects[6],[7]
  - 4-D Game Theatre
  - Interactive dark ride 3D (Maus au Chocolat à Phantasialand)

- NP Développement - 3DBA est représenté par NP Développement en France[8].